# Варнамтаун (Північна Кароліна)
Варнамтаун (англ. Varnamtown) — місто (англ. town) в США, в окрузі Брансвік штату Північна Кароліна. Населення — 525 осіб (2020).

## Географія
Варнамтаун розташований за координатами 33°56′45″ пн. ш. 78°13′58″ зх. д. / 33.94583° пн. ш. 78.23278° зх. д. (33.945848, -78.232694).  За даними Бюро перепису населення США в 2010 році місто мало площу 2,51 км², з яких 2,35 км² — суходіл та 0,16 км² — водойми.

## Демографія
Згідно з переписом 2010 року, у місті мешкала 541 особа в 226 домогосподарствах у складі 164 родин. Густота населення становила 216 осіб/км².  Було 277 помешкань (110/км²).
Расовий склад населення:
| - 97,6 % — білих - 0,9 % — чорних або афроамериканців |

До двох чи більше рас належало 0,6 %. Частка іспаномовних становила 1,5 % від усіх жителів.
За віковим діапазоном населення розподілялося таким чином: 17,7 % — особи молодші 18 років, 58,8 % — особи у віці 18—64 років, 23,5 % — особи у віці 65 років та старші. Медіана віку мешканця становила 47,8 року. На 100 осіб жіночої статі у місті припадало 103,4 чоловіків;  на 100 жінок у віці від 18 років та старших — 107,0 чоловіків також старших 18 років.
Середній дохід на одне домашнє господарство  становив 55 990 доларів США (медіана — 43 958), а середній дохід на одну сім'ю — 63 370 доларів (медіана — 52 750). Медіана доходів становила 37 083 долари для чоловіків та 29 531 долар для жінок. За межею бідності перебувало 17,5 % осіб, у тому числі 18,8 % дітей у віці до 18 років та 9,2 % осіб у віці 65 років та старших.
Цивільне працевлаштоване населення становило 242 особи. Основні галузі зайнятості: роздрібна торгівля — 22,7 %, освіта, охорона здоров'я та соціальна допомога — 15,7 %, публічна адміністрація — 14,9 %.